# یواس‌اس والودور (آی‌ایکس-۵۹)
یواس‌اس والودور (آی‌ایکس-۵۹) (به انگلیسی: USS Volador (IX-59)) یک کشتی است که طول آن ۱۱۰ فوت (۳۴ متر) می‌باشد. این کشتی در سال ۱۹۲۶ ساخته شد.